# Nemotelus aridus
Nemotelus aridus är en tvåvingeart som beskrevs av Paul E. Hanson 1963. Nemotelus aridus ingår i släktet Nemotelus och familjen vapenflugor. Inga underarter finns listade i Catalogue of Life.